# Centaurodendron
Centaurodendron är ett släkte av korgblommiga växter. Centaurodendron ingår i familjen korgblommiga växter.
Kladogram enligt Catalogue of Life:
| Centaurodendron | \| \| Centaurodendron dracaenoides \| \| \| \| \| \| Centaurodendron palmiforme \| \| \| \| |
|                 | \| \| Centaurodendron dracaenoides \| \| \| \| \| \| Centaurodendron palmiforme \| \| \| \| |
|                 | Centaurodendron dracaenoides                                                                |
|                 |                                                                                             |
|                 | Centaurodendron palmiforme                                                                  |
|                 |                                                                                             |